# Jupu (sockenhuvudort i Kina, Zhejiang Sheng, lat 28,13, long 120,07)
Jupu (kinesiska: 巨浦, 巨浦乡) är en sockenhuvudort i Kina. Den ligger i provinsen Zhejiang, i den östra delen av landet, omkring 240 kilometer söder om provinshuvudstaden Hangzhou. Antalet invånare är 2 624. Befolkningen består av 1 159 kvinnor och 1 465 män. Barn under 15 år utgör 16,0 %, vuxna 15-64 år 60 %, och äldre över 65 år 22,0 %.
Runt Jupu är det ganska tätbefolkat, med 134 invånare per kvadratkilometer. Närmaste större samhälle är Chuanliao, 19,7 km nordost om Jupu. I omgivningarna runt Jupu växer i huvudsak blandskog.
Genomsnittlig årsnederbörd är 2 331 millimeter. Den regnigaste månaden är juni, med i genomsnitt 383 mm nederbörd, och den torraste är januari, med 67 mm nederbörd.